# Wohldenberg (Adelsgeschlecht)

Wappen der Wöltingerode und Wohldenberg

Die Grafen von Wohldenberg, auch Woldenberg, vormals Herren von Wöltingerode, waren im Hochmittelalter ein altsächsisches Dynastengeschlecht aus dem südlichen Niedersachsen, das nordwestlich des Harzes begütert war.

## Geschichte

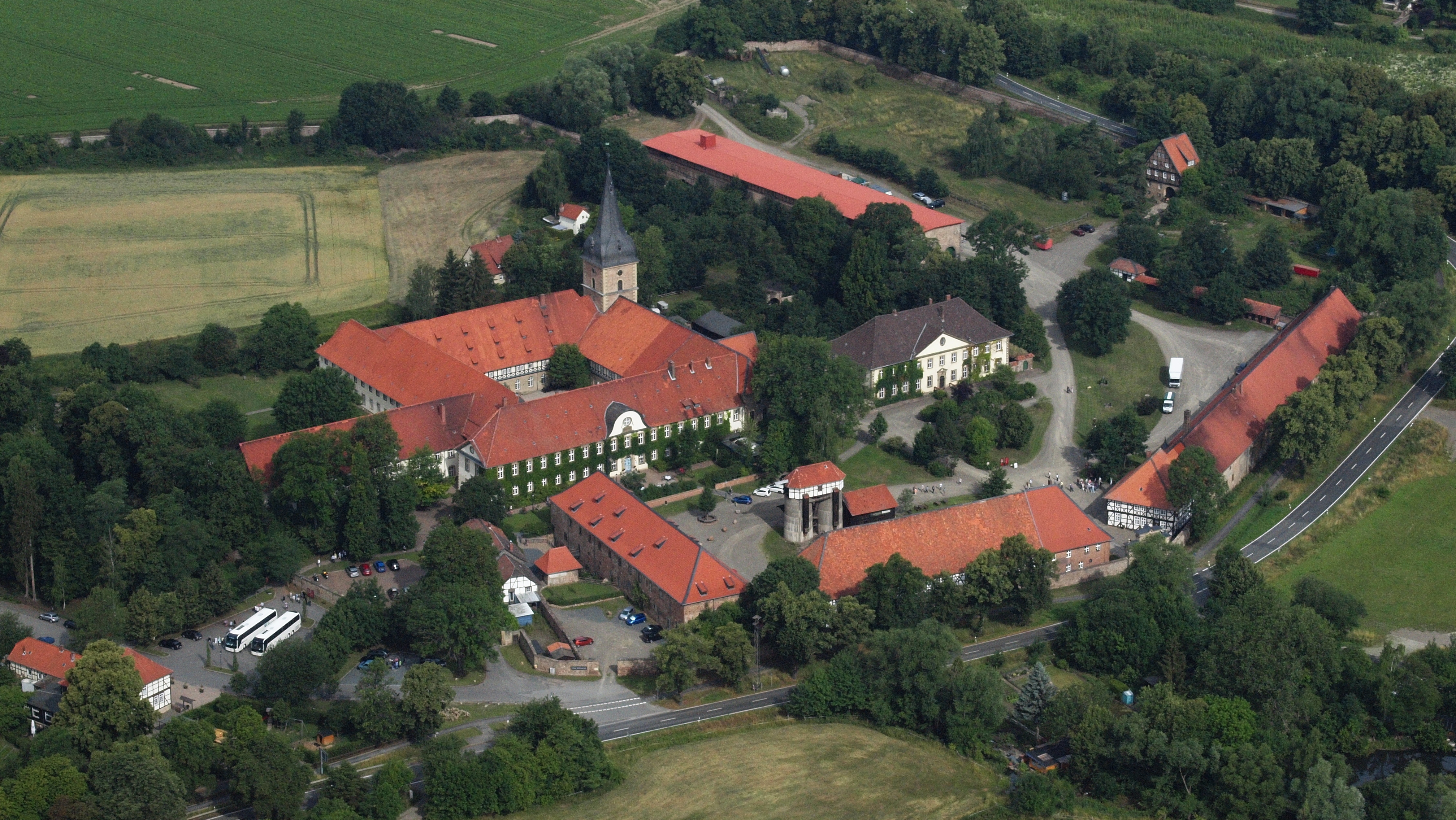
Kloster Wöltingerode

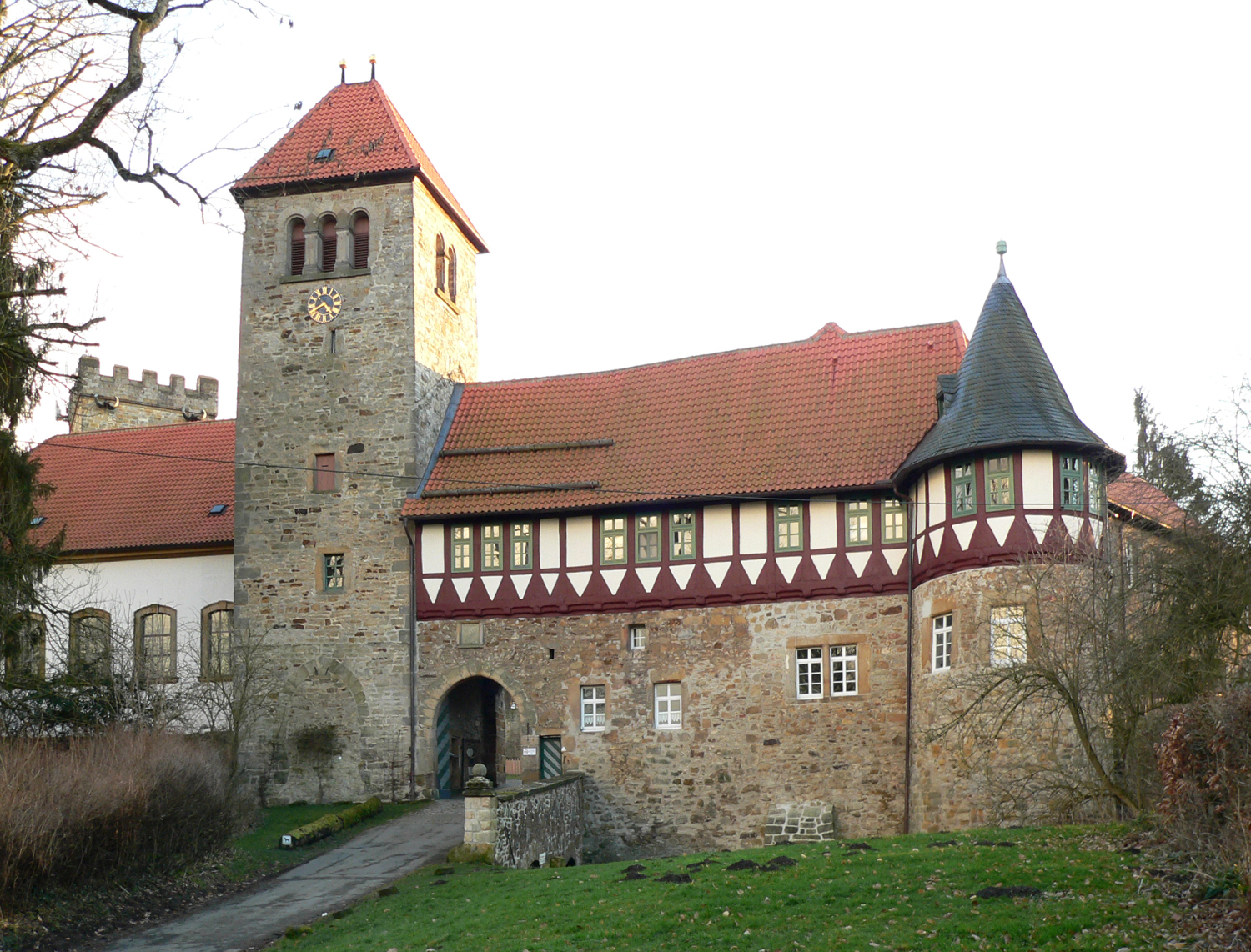
Burg Wohldenberg

Ihr Stammsitz lag in Wöltingerode nordöstlich von Goslar, wo die Familie bis zum Jahr 1133 in Herrscherurkunden unter den nobiles, jedoch noch ohne Grafentitel auftaucht. Ihre Herkunft sowie die Zeit der Erbauung der Wöltingeröder Burg liegen bisher im Dunkel.
Im 12. Jahrhundert erbten die Grafen von Wöltingerode über die Grafen von Werder, Gaugrafen des Ambergaus, Teile des einstigen Herrschaftsraums der Billunger und verlegten ihren Schwerpunkt in den Ambergau. Auch der Liergau war zeitweise als Lehen von Kaiser Lothar III. (1075–1137) in der Hand der Grafen, ebenso wie von 1125 bis 1275 der nördliche Teil des Salzgaus.
Im Ambergau erbauten sie sich zwischen 1153 und 1160 die Burg Wohldenberg. Graf Ludolf I. verlegte nach 1174 seinen Hauptsitz dorthin. Den Stammsitz in Wöltingerode stifteten die Grafen Ludolf II., Hogerus und Borchardus 1174 als Hauskloster und Grablege der Familie dem Benediktinerorden als Kloster Wöltingerode. Bischof Adelog von Hildesheim verlieh den Grafen von Wohldenberg die Vogtei und das Schirmrecht über das Kloster, das 1188 mit Nonnen des Zisterzienserordens besetzt wurde. Schon Ludolf II. nannte sich 1172 Graf von Waldeberch.
Zur Grafschaft gehörten Besitzungen in Bilderlahe, Dehnsen, Ehmen, Fallersleben, Groß Heere, Klein Heere, Hedeper, Immenrode, Iseshusen, Kniestedt, Lebenstedt, Olxheim, Sillium, Vahlberg, Volkersheim, Westerlinde. Die Wohldenberger Grafen verpfändeten 1227 dem Kloster Ringelheim die Vogtei über Söderhof und Wendhausen. 
Verwandtschaftliche Beziehungen bestanden u. a. mit den Grafen von Blankenburg, Everstein, Homburg, Oldenburg, Schwalenberg-Sternberg, Schwarzburg, Wernigerode und anderen Dynastengeschlechtern.
Die Wöltingeröder bzw. Wohldenberger Grafen waren zunächst Parteigänger der Welfen, in deren sächsischem Herzogtum ihre Grafschaft lag; 1180 stellten sie sich jedoch in dem Konflikt zwischen Herzog Heinrich dem Löwen und Kaiser Friedrich I. Barbarossa auf die Seite des Letzteren und bekämpften Heinrich. Dieser zerstörte daraufhin die Burg Wohldenberg. Nach Heinrichs Niederlage übertrug Barbarossa den Wohldenbergern als Ersatz die symbolträchtige Harzburg, ein altes Reichsgut. Die Grafen Burchard und Hoier von Wohldenberg zogen demonstrativ in Begleitung des Kaisers auf die Harzburg, um den Wiederaufbau zu beginnen. Mit dem Reichslehen waren umfangreiche Reichsgüter verbunden, darunter ein Großteil der Harzforsten zwischen Harzburg und Goslar, nebst grundherrlichem Besitz in den Dörfern Bovingerode, Westerode, Bündheim, Lochtum, Harlingerode und Vienenburg sowie dem Ministerialensitz Sudburg. Dadurch nahm die Familie im 13. Jahrhundert im nordwestlichen Harzgebiet eine Vormachtstellung ein. Auch die Burg Wohldenberg wurde bald wieder aufgebaut. Hermann von Wohldenberg war um 1200 staufischer Reichsvogt von Goslar. 1226 erhielt Hermann außerdem die Burg Poppenburg als hildesheimisches Lehen.
Ab 1250 verarmten die Wohldenberger, wobei die Hintergründe unbekannt sind. 1269 verpfändeten die Grafen Ludolf und Hermann von Wohldenberg die Harzburg an die verwandten Grafen von Wernigerode. Im Jahr 1275 verkauften sie ihre Grafschaft mitsamt der Burg Wohldenberg an Bischof Otto I. von Hildesheim, sie wurde zum Amtssitz des Amtes Wohldenberg des Hochstifts Hildesheim. Unterhalb der Burg Wohldenberg erbaute ab 1295 eine Nebenlinie die Burg Wohlenstein, sie unterstellten sich als Lehnsnehmer dem Stift Gandersheim.
Mehrere Familienmitglieder stiegen von Hildesheimer Kanonikern zu hohen kirchlichen Würden auf, darunter ab 1232 ein Erzbischof von Magdeburg und im frühen 14. Jahrhundert zwei Bischöfe von Hildesheim. Töchter des Hauses amtierten als Äbtissinnen.
Mit dem Aussterben der Wohldenberger fiel ihr restlicher Besitz 1383 an das Hochstift Hildesheim.

## Bekannte Namensträger
- Hermann von Wöltingerode-Wohldenberg, um 1200 staufischer Reichsvogt von Goslar
- Alheidis von Wohldenberg, erste Äbtissin des Klosters St. Aegidii in Münster († 1208/09)
- Burkhard I. von Woldenberg, Erzbischof von Magdeburg (amt. 1232–1235)
- Heinrich II. von Woldenberg, Bischof von Hildesheim (amt. 1310–1318)
- Otto II. von Woldenberg, Bischof von Hildesheim (amt. 1319–1331)
- Mechthild II. von Wohldenberg, Äbtissin im Stift Gandersheim
- Jutta von Wohldenberg, Pröpstin im Stift Gandersheim[9]
- Ludiger von Woldenberg, Graf von Woldenberg